# Тиранець еквадорський
Тира́нець еквадорський (Myiopagis subplacens) — вид горобцеподібних птахів родини тиранових (Tyrannidae). Мешкає в Еквадорі і Перу.

## Поширення і екологія
Еквадорські тиранці мешкають на заході Еквадору (на південь від Есмеральдаса, зокрема на острові Пуна) та на північному заході Перу (Тумбес, західна П'юра). Вони живуть в підліску сухих і вологих тропічних лісів та на узліссях. Зустрічаються на висоті до 1750 м над рівнем моря.